# 木村敬
木村 敬（きむら たかし、1974年〈昭和49年〉5月21日 - ）は、日本の政治家、自治・総務官僚。熊本県知事（公選第21代）。無所属。熊本県副知事などを務めた。

## 来歴
東京都渋谷区出身。母の胎内でへその緒が絡まったことで左手首から先を失い、障害を持って生まれた。1981年、小学校に入学。小学生の頃は家族旅行の際の温泉めぐりとご当地牛乳キャップを集めることが趣味であった。その後、1987年に武蔵中学高等学校に入学。浪人生活を経て1994年、東京大学に入学。大学3年時に、のちに熊本県知事となる蒲島郁夫が筑波大学から東京大学に教授として赴任。木村は蒲島ゼミに所属し、第1期ゼミ長を務めた。また、国家公務員試験に落ちた後もゼミでの活動を続け、研究本を出版。蒲島から研究者の道に誘われたが、自治省から内定をもらったことを理由に固辞した。1999年3月、同大学法学部を卒業。同年4月、自治省に入省。入省後は岡山県に赴任し、岡山県内にある日本酒蔵の紹介で高校教諭の女性と知り合い、3年後に結婚。
2004年、鳥取県に赴任し、財政課長などを務めた。赴任中に漫画家・水木しげるの薫陶を受けて、漫画を生かした地域づくりや郵便局を活用した中山間地活性化などの施策を提案し、遂行した。
2012年7月、蒲島の誘いで熊本県に赴任し、商工政策課長、総務部政策審議監、総務部長を歴任。赴任中に住んでいた公舎で熊本地震に遭遇。木村は蒲島とともに初動対応や被災者支援にあたり、任期が切れた後も政府現地対策本部員として被災地の支援にあたった。2016年5月、総務省自治財政局公営企業課理事官に就任。同年6月から総務省に復帰し、復旧復興支援策の策定に取り組んだ。その後は、内閣府地方創生推進事務局企画官、消防庁防災課広域応援室長を歴任。令和2年7月豪雨に際しては、緊急消防援助隊の総指揮を担当した。2020年、木村を「蒲島ゼミ」の同期生でもある小野泰輔の後任の副知事とする人事案が熊本県議会に提出されることとなり、同年10月9日、熊本県副知事に就任。
2024年1月8日、副知事を退任し、翌9日付で総務省を退職。その翌日の10日に熊本県知事選挙への出馬を表明。自由民主党や公明党、熊本県農業者政治連盟の推薦を受け、国民民主党、立憲民主党、社会民主党、日本共産党の自主支援を受けた元熊本市長の幸山政史ら3候補を破り初当選。

## 出来事

### 選挙区内でのコチョウラン配布
2024年5月1日、同じ年の熊本県知事選挙直後にコチョウランの鉢植えを熊本市の複数の知人や医療・福祉施設に渡していたことが分かった。公職選挙法は政治家に選挙区内での金品や物品の寄付を禁じている。木村は報道陣の取材に「あげるのは寄付という認識があり、預かってもらうという認識だった」と述べた。 木村によると、選挙事務所を閉鎖する際、当選祝いとして政治家や会社社長、在日大使館などから受け取ったコチョウランのうち大半を、市内の知人や病院など7カ所に預けた。「捨てるのが惜しまれた」「家が手狭だった」などと釈明した。知事公邸に入居後に「取りに行こうと思っている」とも語った。木村は同月10日の記者会見で「全て回収する話がついた」と述べた。既に2つを回収したという。6月10日、全ての回収を完了したと明らかにし「預かってくださいと明示して渡した」と違法性を改めて否定した。

### 一般事務、普通科は要らない発言
2024年8月20日に開かれた木村を本部長とする県の「『くまもとで働こう』推進本部」の初会合で、木村は「一般事務は要らない。そういう若者を育ててはいけない。（高校の）普通科なんか要らないと思っている」と述べたという。木村は22日の会見で「人手不足の原因の一つに、求人が一般事務に偏っていることを言いたかった」と釈明。「事務職をなくすとか、普通科高校を撤廃するつもりは全くない。今後、発言にはしっかりと気を付ける」と述べ、「訂正しておわびしたい」と陳謝した。